# Gustaf Ulfsparre (1634–1710)
Gustaf Ulfsparre, född 26 juni 1634 i Skedevi församling, Östergötland, död 15 april 1710 i Regna församling, Östergötlands län, var en svensk militär.

## Biografi
Gustaf Ulfsparre föddes 1634 på Tisenhult i Skedevi församling. Han var son till ståthållaren Johan Ulfsparre och Brita Lilliesparre af Fylleskog. Ulfsparre blev 4 november 1643 student vid Uppsala universitet och arbetade från 1654 som soldat vid Östgöta infanteriregemente. Han blev 20 juli 1654 fänrik i Närkes och Värmlands regemente och 13 mars 1656 löjtnant i Västmanlands regemente. Den 20 februari 1657 blev han kapten i Södermanlands regemente och 20 juli 1661 major i Jämtlands dragonregemente. Ulfsparre tog avsked 20 november 1666 som överstelöjtnant och blev 26 februari 1667 överstelöjtnant i Åbo läns infanteriregemente. Han blev 18 maj 1667 överstelöjtnant vid Östgöta infanteriregemente och 6 mars 1674 överste vid nämnda regemente. Ulfsparre tog avsked 13 oktober 1702 som generalmajor. Han avled 1710 på Regnaholm i Regna församling och begravdes i Skedevi kyrka.
Ulfsparre ägde gårdarna Johannislund i Skedevi socken, Regnaholm i Regna socken, Restad i Säby socken och Asa herrgård i Asa socken.

### Familj
Ulfsparre gifte sig första gången 1663 med friherrinnan Elin Ulfsparre af Broxvik (1641–1689). Hon var dotter till amiralen Åke Ulfsparre af Broxvik och Margareta Kyle. Elin Ulfsparre var änka efter löjtnanten Samuel Enander. De fick tillsammans barnen Brita Ulfsparre (1664–1734) som var gift med kaptenen Åke Uggla, Margareta Ulfsparre (1665–1702), majoren Gustaf Ulfsparre (1666–1702), Johan Ulfsparre (1667–1668), Helena Hedvig Ulfsparre (1669–1691), kaptenen Åke Ulfsparre (1670–1700) vid livgardet, volontären Jakob Ulfsparre (1672–1688) vid livgardet, Hedvig Eleonora Ulfsparre (1673–1698), Nils Ulfsparre (1674–1677), Beata Elisabet Ulfsparre (1679–1740), Paul Abraham Ulfsparre (1680–1680) och kaptenen Adam Johan Ulfsparre (1683–1709) vid Östgöta infanteriregemente.
Ulfsparre gifte sig andra gången  23 november 1690 i Vists församling med Margareta Leijonhufvud (1662–1720). Hon var dotter till landshövdingen Abraham Leijonhufvud och friherrinnan Brita Kagg. De fick tillsammans barnen Helena Gustaviana Ulfsparre (1691–1693), Marta Hedvig Ulfsparre (1693–1705), löjtnanten Johan Abraham Ulfsparre (1696–1741) vid livdrabantkåren och Eva Gustaviana Ulfsparre (1697–1709).